# イケキャス.
イケキャス.は、芸能事務所スターダストプロモーションに所属するキャスターを目指す男性タレントで構成されたグループである。

## 概要
スターダストが男性キャスター部門を設立し、2016年12月に同ユニットを結成した。「民放各局の情報番組を制覇すること」を目標に掲げて活動する。業界初の男性キャスターユニットである。

## メンバー
2017年4月26日時点。
- 藤原倫己 - 1987年1月25日（38歳）、キャッチフレーズ："Ｆ" から始まる藤原倫己です！[2]
- 東谷篤門 - 1987年12月15日（37歳）、キャッチフレーズ：爽やかな挨拶届けます！ 東谷篤門です！[2]
- 大牟田悠人 - 1995年5月15日（29歳）、キャッチフレーズ：あなたのターニングポイントを伝えたい ! 大牟田悠人です！[2]
- 伊形城 - 1996年6月12日（28歳）、キャッチフレーズ：世界の人たちこんにちは、○○語で△△。伊形城です！[2]
- 杉本海凪 - 1995年3月31日（29歳）、キャッチフレーズ：いつでもどこでも力みなぎる、杉本海凪です[2]
- 高多良弥 - 1996年9月6日（28歳）、キャッチフレーズ：悠久の彼方に思いを馳せる、高多良弥です！[2]
- 青峰佑樹 - 1991年11月20日（33歳）、キャッチフレーズ：まだ見ぬ世界へ羽ばたきたい！青峰佑樹です！[2]
- 田中樹 - 1998年11月6日（26歳）、キャッチフレーズ：この樹なんの樹たつきの樹！イケキャス最年少の田中樹です。[2]
- 池田颯 - 1996年10月28日（28歳）、キャッチフレーズ：颯のように現れる新聞大好き池田颯です。[2]
- 海上学彦 - 1991年2月9日（34歳）、キャッチフレーズ：海の上のウーハーボーイ、海上学彦です。[2]
- 熊谷魁人 - 1996年6月12日（28歳）、キャッチフレーズ：あなたのハートを斬らせていただきます ! 熊谷魁人です！ [2]
- ノエル - 1997年10月19日（27歳）[2]
- 伊藤玻羅馬 - 1989年9月26日（35歳）、キャッチフレーズ：元気 ! 根気 ! やる気！ 伊藤玻羅馬です！[2]
- 高村晃平 - 1975年1月26日（50歳）、キャッチフレーズ：感謝の気持ちを忘れない！高村晃平です！[2]